# 哈利努夫
哈利努夫（波蘭語：Halinów）是波蘭馬佐夫舍省明斯克縣哈利努夫市镇的城镇及行政中心。城镇面积为2.84平方公里，2022年时人口数量为3,752人。
镇内有一火车站，A2高速公路（欧洲E30公路）从该镇南边附近穿过。